# Leichenhöhle
Die Leichenhöhle ist eine Höhle in Balve. Sie befindet sich an einer Felswand des Devonischen Massenkalks nahe Binolen, östlich und etwa 25 Meter über der Talsohle der Hönne. Besitzer ist das Unternehmen Rheinisch-Westfälische Kalkwerke, Oberrödinghausen.

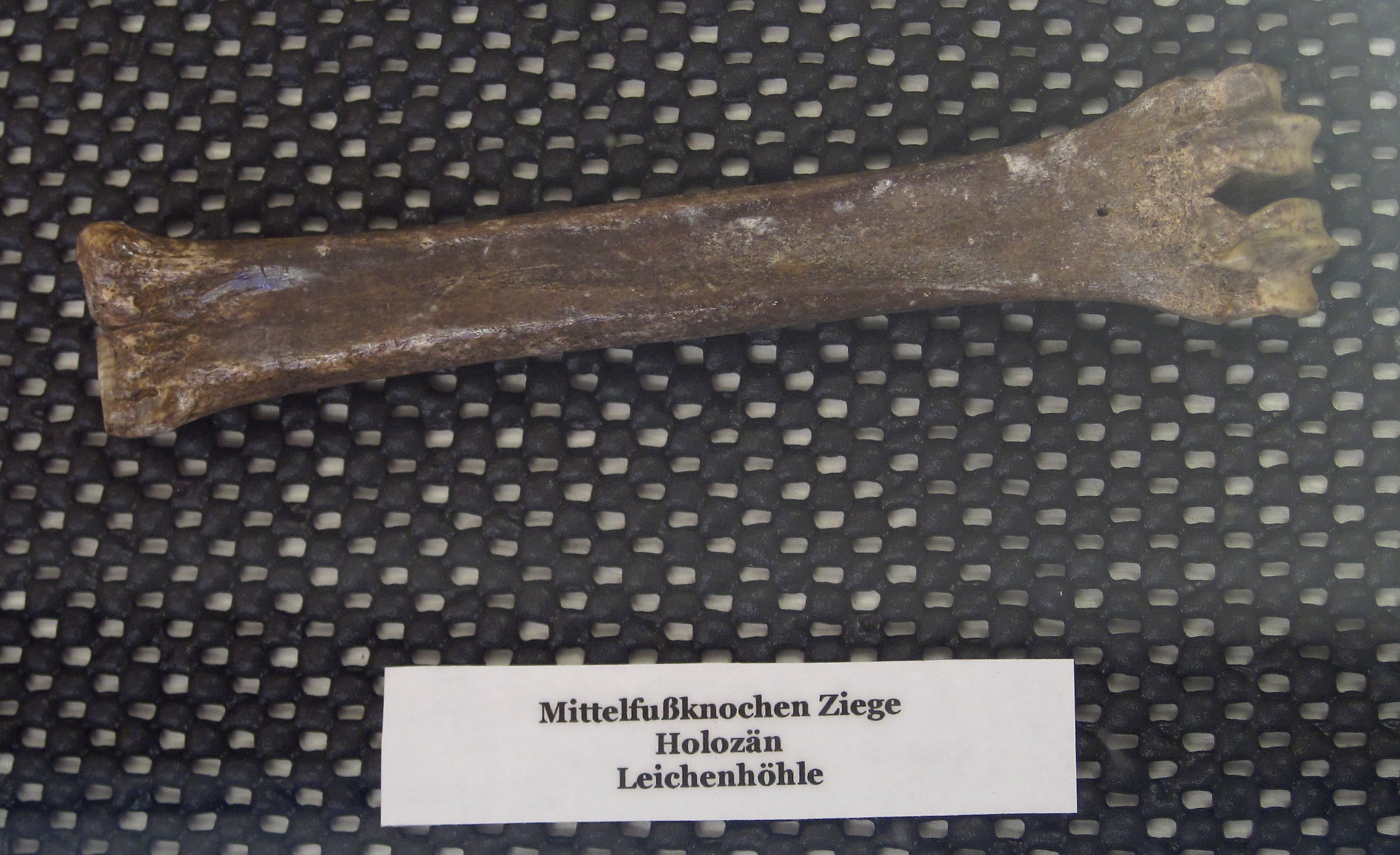
Fundstück aus der Leichenhöhle

Die Höhle ist etwa 35 m lang. Am Ende der Schlauchhöhle befindet sich ein etwa 20 m² großer Raum. Skelettfunde weisen darauf hin, dass der Raum als Begräbnisstätte während der Bronze- oder Eisenzeit genutzt wurde. Von November bis April halten hier Fledermäuse ihren Winterschlaf.